# Мартинели (Кампобасо)
Мартинели је насеље у Италији у округу Кампобасо, региону Молизе.
Према процени из 2011. у насељу је живело 48 становника. Насеље се налази на надморској висини од 890 м.